# Église Saint-Joseph du Havre
Vous lisez un « bon article » labellisé en 2020.
Pour les articles homonymes, voir Église Saint-Joseph.
L'église Saint-Joseph est une église paroissiale de culte catholique emblématique du centre-ville reconstruit du Havre dans le département français de la Seine-Maritime, en région Normandie. Monument représentatif de l'architecture moderne, cette église des « gens de mer » symbolise la renaissance de la ville détruite en 1944. Sa tour-lanterne, qui domine du haut de ses 107 m l’ensemble des quartiers reconstruits, est tout à la fois un phare visible à des dizaines de kilomètres au large et une « stèle en mémoire des disparus ».
La fin de la Seconde Guerre mondiale marque en effet la destruction de la ville du Havre lors d'une intense campagne de bombardements, entre les 5 et 11 septembre 1944, provoquant la mort de près de trois mille personnes. Les dégâts matériels sont tels qu'elle est la grande ville la plus dévastée de France et l’ancienne église Saint-Joseph, modeste édifice de quartier, n'échappe pas à la destruction. Elle est reconstruite à partir de 1951 par Auguste Perret, architecte précurseur du béton armé.
L'église Saint-Joseph accompagne également le renouveau de l’art sacré — notamment grâce aux vitraux de Marguerite Huré — et l'émergence de l’abstraction lyrique au cours des années 1950. Son plan carré au centre duquel se dresse le maître-autel, entouré par les fidèles, anticipe également les évolutions liturgiques que le concile Vatican II introduit au cours de la décennie suivante.
Symbole de l'architecture du XXe siècle, l'église est inscrite au titre des monuments historiques dès le mois d'octobre 1965 puis classée en 2018. Elle est identifiée comme l'un des éléments remarquables de la ville reconstruite par Auguste Perret, bien inscrit au patrimoine mondial en 2005.

## Histoire

### Un architecte, Auguste Perret
Né à Ixelles en Belgique, en 1874, Auguste Perret joue un rôle déterminant dans l'histoire de l'architecture moderne en contribuant à faire du béton armé un « matériau digne d’architecture » : pour Perret, « le béton, c’est de la pierre que nous fabriquons, bien plus belle et plus noble que la pierre naturelle »,,. Il reste attaché à ce matériau à la fois économique, robuste et incombustible, tout en posant quelques principes comme le « style sans ornement », la structure poteau-poutre-dalle ou le plan libre.

Portrait d'Auguste Perret, vers 1932.

Longtemps dénigré par les historiens et théoriciens du Mouvement moderne, particulièrement des années 1960 aux années 1990, notamment par des proches de Le Corbusier jugeant ses réalisations comme des compromis favorisés par des gouvernements sans ambition, il faut attendre les différentes crises de ce mouvement pour que l'œuvre de Perret reprenne place au sein d'une histoire de l'architecture tendant à une logique patrimoniale. La cohérence de son œuvre — qui s'étale sur plus d'un demi-siècle — reflète la volonté d'inscrire la construction moderne au sein d'un nouvel ordre architectural, comparable aux ordres antiques, défini comme l'École du classicisme structurel,.
Ces premières réalisations, comme les appartements de la rue Benjamin Franklin à Paris (1903) ou l'église Notre-Dame du Raincy (1923), « la Sainte-Chapelle du béton armé » avec laquelle il renouvelle grandement les canons de l'architecture religieuse, sont reconnues comme des « chefs-d’œuvre » des débuts du modernisme tandis que l'ensemble havrais constitue l’un des « aboutissements les plus remarquables de l’architecture du béton armé ».
Une reconstruction d’un style très proche est également due à Perret dans la ville picarde voisine d’Amiens, conçue plus tôt pendant la guerre (destructions de 1940, plans de 1941), avec la tour Perret (1949-1952), la plus haute d’Europe à l’époque, et le quartier environnant cette tour, dit de la gare du Nord, dont la reconstruction n’a débuté qu’en 1955 et s’est achevée trois ans plus tard. Ce style très particulier est dit avoir inspiré les architectes des pays de l’Est après la Seconde Guerre mondiale, donnant le vocable un peu dévalorisant « d’architecture stalinienne », mais ayant l’avantage par l’utilisation intelligente du béton armé de pouvoir reconstruire « vite et bien ».
Perret meurt à Paris le 25 février 1954, alors que la construction de l'église Saint-Joseph est encore loin d'être achevée,.

### L'ancienne église Saint-Joseph
L'idée de fonder une nouvelle paroisse, Saint-Joseph, naît en 1863 avec l'abbé Beaupel, curé de l'église Saint-Vincent-de-Paul. En 1868, une exposition maritime internationale a lieu près de la rue Gustave-Cavazan et du boulevard Impérial, sur un terrain libéré par la destruction des anciennes fortifications de la ville ; le bâtiment en bois qui servait à l'exposition devait être détruit, mais la mairie achète le terrain pour faire de ce bâtiment un lieu de culte. Les travaux d'aménagement débutent l'année même. Un clocher-porche est construit à l'ouest du bâtiment, le clocher étant surmonté d'une flèche de charpente. Les dimensions de la chapelle étaient de 35 mètres de long et 14 mètres de large.
La chapelle est bénie le 19 mars 1871. Elle est dédiée à saint Joseph, saint patron des travailleurs, compte tenu de la composition sociale du quartier : beaucoup d’ouvriers, notamment des charpentiers de navires et de chantiers navals, mais aussi des bourgeois qui fréquentent la même église, bien qu'à des heures distinctes,.
Même si aucune paroisse n'a été fondée, une église est érigée à l'emplacement de la chapelle dont la première pierre est posée le 1er avril 1873. Le 9 avril 1875, l'archevêque de Rouen, le cardinal de Bonnechose, fait de l'église Saint-Joseph une église succursale et fonde la paroisse Saint-Joseph, modifiant pour cela les limites des paroisses Saint-Vincent-de-Paul, Saint-Michel et Notre-Dame, avec à sa tête l'abbé Roger. L'édifice est ouvert au culte dès le 5 août 1877.
L'église de style néogothique possède une nef en trois vaisseaux, dont la nef centrale est élevée sur deux niveaux. Le transept est surmonté d'une tour-lanterne et l'église possède cinq chapelles absidiales. Faute de moyens, le clocher n'est pas construit : un petit clocher provisoire en bois — provenant de l'ancienne chapelle — est érigé à côté de la façade ouest de l'église,.
Le 14 juin 1944, une bombe américaine détruit une partie de la nef et la façade occidentale, et le souffle démolit le clocher provisoire ; mais, du fait de leur petite taille, les cloches ne se fissurent pas après leur chute. Le 5 septembre, un nouveau bombardement détruit totalement les parties épargnées par la précédente attaque ; seules quelques statues et les deux cloches sont épargnées.

### La reconstruction
Ces bombardements massifs, entre les 5 et 11 septembre 1944, font du Havre la grande ville la plus détruite de France et l'une des plus sinistrées d'Europe. Elle compte à la Libération 5 000 morts, 10 000 immeubles détruits, 80 000 sans-abri. L'anéantissement est tel qu'il explique la volonté du gouvernement de mettre sur pied un ambitieux projet de reconstruction, confié à Auguste Perret, architecte de renommée internationale, afin de faire de cette « ville martyre l’une des plus belles cités d’Europe »,.

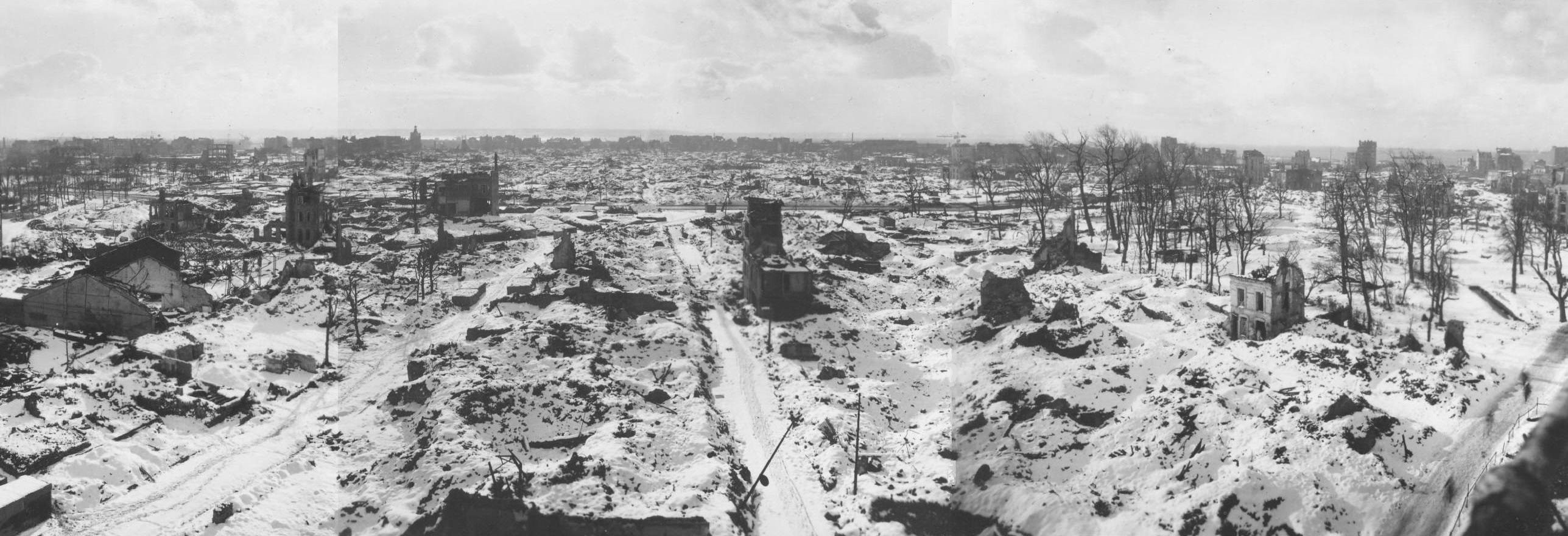
La ville dévastée à l'hiver 1944-1945.

Les grands chantiers de la reconstruction vont permettre à l'architecture urbanistique des villes détruites d'être entièrement repensée. Outre Perret, d'autres architectes de renom y concourent tels que Marc Brillaud de Laujardière, Maurice Novarina, Jean-Frédéric Battut ou Robert Warnesson, et la nouvelle église Saint-Joseph doit participer de cette expérimentation urbanistique et architecturale,,.
Provisoirement, à la suite de la destruction de la première église, la paroisse décide d'aménager une chapelle dans un petit baraquement du camp François Ier, bénie le 10 avril 1948 par Mgr Daniel Lemmonier, évêque auxiliaire de Rouen.

#### Le projet
Le nouvel édifice doit remplir une double fonction laïque et religieuse, tout à la fois mémorial de la guerre et église paroissiale. Le plan conçu par Perret s'appuie sur celui qu'il a proposé en 1926 pour la basilique Sainte-Jeanne-d'Arc de Paris. On y retrouve notamment l'idée d'un immense clocher posé à même un socle faisant office de nef et de chœur.
Jacques Tournant, représentant au Havre de l'architecte, soumet à l'abbé Marcel Marie, curé de la paroisse de 1949 à 1970, les dessins réalisés en 1926 ; celui-ci, conquis par le projet, se charge alors de convaincre le clergé et le ministère de la Reconstruction. Perret et l'abbé deviendront très proches, l'architecte allant jusqu'à se faire baptiser peu avant sa mort. Leur étroite collaboration se manifeste notamment dans les choix d'agencement intérieur de l'église, notamment du maître-autel,.
Il est aidé dans la réalisation des plans par Raymond Audigier. Les deux architectes se complètent : l'un, Perret, est athée et veut que l'église soit aussi un monument à la mémoire des victimes de la guerre tandis que Raymond Audigier, très croyant, souhaite en faire un cierge de remerciement à Dieu pour le retour de la paix. Cette seconde idée a fortement influencé le choix de la forme définitive du monument tout en s'inspirant du projet de 1926 ; par ailleurs, Perret voit dans la tour-lanterne le premier monument que verraient les passagers des navires transatlantiques.

#### Les travaux
Les travaux débutent le 21 octobre 1951 par la pose de la première pierre. Les crédits peinent à suivre et Perret doit rappeler la double fonction de l'édifice, notamment son pendant laïque, pour les débloquer avant qu'ils ne viennent à manquer. Lorsque l'architecte meurt en 1954, alors que le chantier bat son plein, Audigier lui succède en collaboration avec Georges Brochard des Ateliers Perret. Audigier et Brochard sont par ailleurs assistés par un autre architecte, Jacques Poirrier.
Le gros œuvre est terminé en octobre 1956 avec l'achèvement de la tour de 107 mètres et l'édifice est inauguré en juin 1957,. La reprise du culte a lieu le 22 mars 1959, l'autel comme les aménagements intérieurs, conçus par l’architecte Guy Verdoïa, n'étant achevés qu'en 1964.
La bénédiction de l'église et la consécration du maître-autel le 1er mai 1964 par monseigneur Martin, évêque de Rouen, marquent symboliquement la fin de la reconstruction de la ville, près de vingt ans après sa destruction en septembre 1944. Dix jours plus tard, le vicaire général procède également à la consécration de l'autel de la chapelle du Saint-Sacrement,.

### Une église symbole de modernité

#### Un aboutissement de l’architecture du béton armé

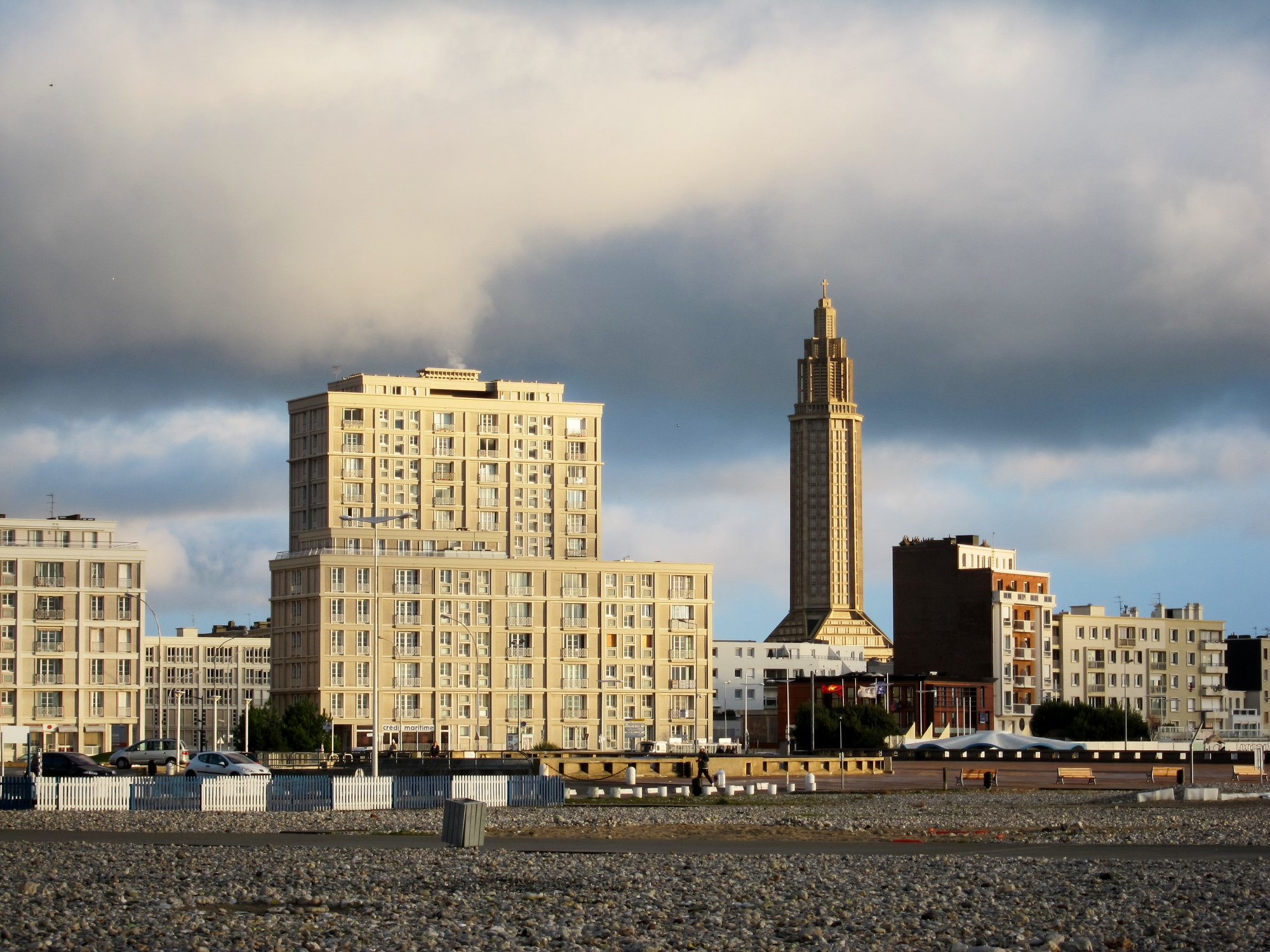
L'église Saint-Joseph et le front de mer.

Une fois achevée, l'église Saint-Joseph ne fait pas l'unanimité parmi les habitants, à l'instar de l'ensemble du centre-ville reconstruit. Les Havrais lui préfèrent longtemps l’église Saint-Vincent, avec parvis et escalier traditionnel, pour leurs cérémonies de mariage,.
Fait remarquable, l’église est inscrite à l’inventaire supplémentaire des monuments historiques dès le 11 octobre 1965 alors que le gros œuvre n'est achevé que depuis moins de dix ans et qu'elle n'accueille des fidèles que depuis 6 ans. Elle est d'ailleurs l'une des toutes premières réalisations du XXe siècle à obtenir une telle reconnaissance institutionnelle,,.
La prise de conscience par la municipalité de la valeur patrimoniale de l'ensemble du centre-ville reconstruit se concrétise par la mise en lumière des principales constructions, dont l'église Saint-Joseph en 1997. Elle fait l'objet d'une première campagne de rénovation entre 2003 et 2005 par l'entreprise Lanfry de Rouen, appuyée par Jean-Pierre Aury, expert international en restauration de béton armé. Les bétons d'origine, très abîmés par l'air salin, sont notamment repris ; certains vitraux dont les scellements métalliques avaient vieilli sont également rénovés à cette occasion.
L'église Saint-Joseph se voit définitivement reconnue pour son importance dans l'histoire de l'architecture en 2005 lorsque l'Organisation des Nations unies pour l'éducation, la science et la culture (UNESCO) inscrit le centre-ville reconstruit du Havre sur sa liste du patrimoine mondial. L'ensemble est considéré comme l'un des « aboutissements les plus remarquables de l’architecture du béton armé », représentant le point d'orgue de l’École du classicisme structurel, ordre architectural initié par Auguste Perret. L'église Saint-Joseph en est l'un des deux édifices majeurs à la « qualité architecturale exceptionnelle » — aux côtés de l'Hôtel de ville — et l’un des « chefs-d’œuvre » de l’histoire du béton armé,. Cette reconnaissance internationale marque un tournant dans l'image qu'ont les Havrais de leur église. Bien qu'inscrite à l’inventaire supplémentaire des monuments historiques depuis 1965, elle n'est classée monument historique que depuis le 29 janvier 2018.
Son rôle de mémorial est complété par l’apposition, le 6 septembre 2019, d’une plaque commémorative aux 3 000 victimes des bombardements alliés.
L’église, à laquelle le Guide vert de Michelin décerne trois étoiles depuis 2019, reçoit annuellement plus de 100 000 visiteurs.

#### Une église au chevet des «gens de mer»
Malgré son statut de monument internationalement reconnu, l'église n'en reste pas moins ouverte au culte. Elle est à ce titre rattachée à la paroisse Saint-Martin du Littoral, dans le diocèse du Havre.
Depuis 1963 et la fermeture des chantiers navals Augustin-Normand, la mixité sociale du quartier a reculé. Cependant, la paroisse continue de veiller sur les travailleurs de la mer. Le premier dimanche de septembre, y ont lieu les cérémonies de la Fête de la mer où se retrouve la communauté maritime de la ville : les autorités du port, les marins, les pêcheurs, les pilotes, les sauveteurs, etc.
Bien que des offices religieux y soient célébrés depuis 1959, l'église n'est consacrée que le 1er mai 2017 par monseigneur Brunin, évêque du Havre. En effet, seul le maître-autel avait été consacré le 1er mai 1964 par l'archevêque de Rouen.

## Réception critique

### Appréciation technique
Adepte du béton armé, Auguste Perret souhaite maximiser l'usage qui peut en être fait et créer d'immenses espaces autoportants, sans piliers. Le volume intérieur de l'église, de 50 000 m3, est ainsi débarrassé dans sa zone centrale de toute structure de soutien visuellement encombrante. La construction de l'église, prouesse d'ingénierie, s'appuie sur les meilleures techniques de construction de son époque. Bâtiment à la structure complexe, d'une superficie de 2 000 m2, ses fondations ont été savamment étudiées et reposent sur 71 « pieux Franki » d'une longueur de 15 m tandis que les 16 piliers qui soutiennent l'édifice reposent sur des puits tubés de même longueur et de 1,45 m de diamètre réunis par groupe de quatre au niveau du sol par une semelle de béton de 6,5 m2 et 2 m d'épaisseur. La tour-lanterne exerce à elle seule une charge de 1 100 tonnes à chaque angle. Pour la supporter, les équipes de Perret utilisent des tirants en béton précontraint par recours aux articulations Freyssinet. L'ensemble est constamment comprimé à un taux variable, selon le temps, permettant à l'ouvrage de supporter les tempêtes.

### Appréciation sociale

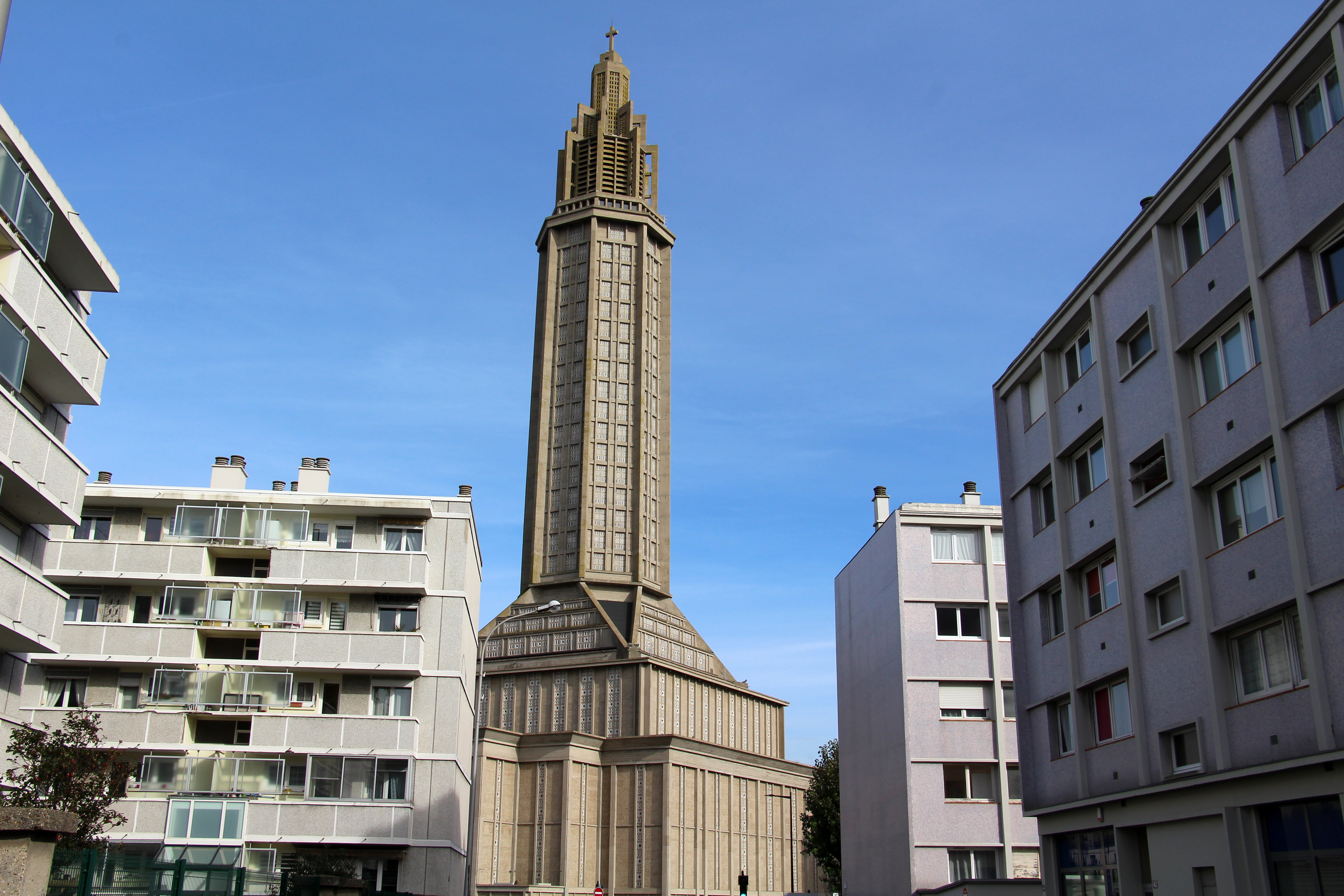
L'église dans son environnement résidentiel.

L'édifice remplit une double fonction laïque et religieuse : plus qu’une église paroissiale, il est destiné dès l’origine à être un mémorial des victimes des bombardements. Sa tour-lanterne, qui domine du haut de ses 107 m l’ensemble des quartiers reconstruits, est une « stèle en mémoire des disparus » autant qu'un amer visible jusqu'à 60 km au large, premier monument visible depuis la mer.
Ce « phare spirituel » symbolise donc la renaissance de la ville et constitue un point de repère essentiel dans le paysage urbain. Pourtant, l'église Saint-Joseph a, comme l'ensemble du centre-ville reconstruit, longtemps souffert d'une image négative chez les Havrais. Après le traumatisme des bombardements et des destructions, les habitants subissent le traumatisme de voir leur ville passer du statut de « petit Paris » à « Stalingrad sur mer » : la ville reconstruite est jugée trop moderne, trop « soviétique », et rappelle l'étendue des destructions et des pertes, humaines et historiques. Son inscription à l’inventaire supplémentaire des monuments historiques dès 1965, l'une des toutes premières réalisations du XXe siècle à en bénéficier, ne marque pas d'infléchissement dans la perception qu'ont les Havrais de leur église. Il faut attendre 2005 et l’inscription au patrimoine mondial de la ville reconstruite pour que leur regard change à son sujet,.

### Appréciation artistique et esthétique
Conformément aux préceptes en vigueur à cette époque, ni Perret ni l'abbé Marie ne souhaitent d'ornement. L'église ne compte ainsi aucune peinture et conserve toute la rudesse du béton. Pour Perret, l'esthétique doit se passer des arts décoratifs et l'édifice se suffire à lui-même. Les seuls éléments intrinsèquement décoratifs sont les deux statues — des vestiges de l'ancienne église ayant résisté à la destruction, — et les vitraux de Marguerite Huré, indissociables de l'architecture de l'église.

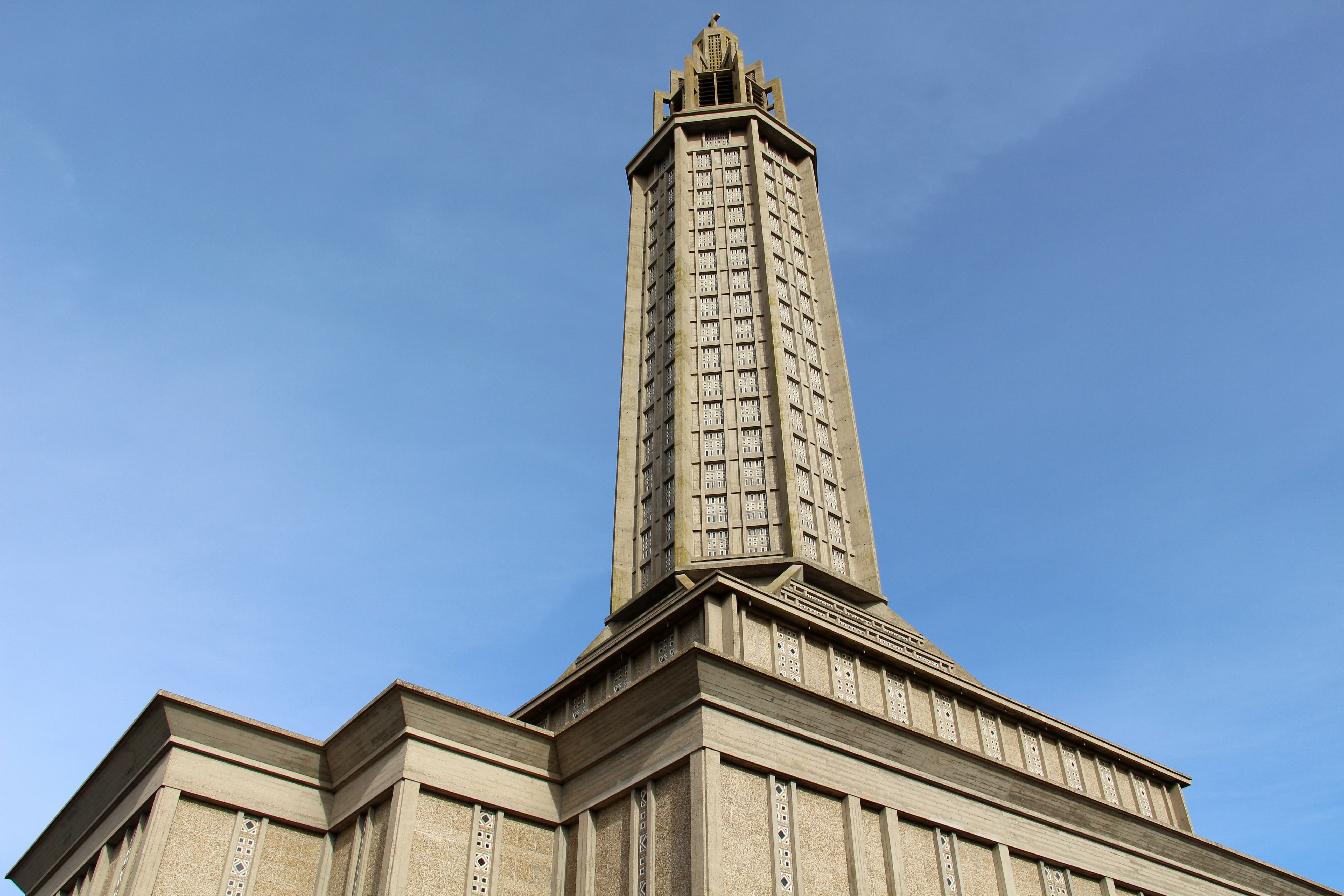
Vue de la tour-lanterne et des vitraux.

L'œuvre de l'artiste verrière est marquée par la volonté d'introduire une « symbolique non–figurative dans l’art sacré contemporain ». Si l'abstraction dans le vitrail religieux se développe au lendemain de la Seconde Guerre mondiale — bien des années après les arts plastiques — Huré y joue un rôle précurseur dès l'entre-deux-guerres. Elle abandonne ainsi progressivement l'iconographie traditionnelle pour ne recourir qu'à la couleur ; les vitraux de l'église Saint-Joseph marquent l'aboutissement de ce processus créatif. Dernière grande commande qu'elle reçoit des frères Perret, elle n'y utilise plus en effet que la seule couleur, au détriment de la peinture et des motifs géométriques qu'elle utilisait encore auparavant, par exemple à la chapelle de l’ancien séminaire de Voreppe. Outre la symbolique propre à chaque couleur, elle joue avec la répartition de celles-ci au sein des verrières et l'orientation de ces dernières et leur exposition à la lumière naturelle. Les vitraux sont agencés selon une symbolique précise des couleurs et des formes renvoyant aux recherches des Ateliers d'art sacré sur les vertus théologales.

### Appréciation historique
Les édifices religieux de Perret, qu'il s'agisse de l'église Notre-Dame du Raincy ou de l'église Saint-Joseph, s'inscrivent dans une époque marquée par l'ampleur des destructions liées à la Première comme à la Seconde Guerre mondiale. Les architectes, à la suite d'intellectuels et d'artistes, se laissent parfois tenter par la conservation des ruines des cathédrales détruites comme témoignage et la construction parallèle de nouveaux édifices. Cette solution est retenue en Grande-Bretagne pour la reconstruction de la cathédrale Saint-Michel de Coventry.
L'après-guerre est quoi qu'il en soit une période d'émulation et de créativité sans précédent pour l'architecture religieuse ; on recense 635 nouveaux lieux de cultes entre 1945 et 1963 en France, puis encore 700 au cours de la décennie suivante. Les architectes inscrivent les nouveaux canons architecturaux, fonctionnalisme en tête, dans les codes de l'architecture religieuse tandis que l'art abstrait fait son entrée dans les églises. Les années 1950 sont marquées par un intense renouveau de l'art sacré, par l'introduction notamment de l'abstraction lyrique — et non géométrique. Les premiers exemples de ce syncrétisme sont, en France, l'église Notre-Dame-de-Toute-Grâce du plateau d'Assy ou la chapelle du Rosaire de Vence. La première est ainsi un véritable manifeste d'art moderne puisqu'on y trouve des réalisations de Fernand Léger, Henri Matisse, Jean Lurçat, Georges Braque, Pierre Bonnard, Marc Chagall, etc.. On doit beaucoup au père Couturier, dominicain formé aux Ateliers d'art sacré, dans cette évolution artistique. Celui-ci estime nécessaire, dès la fin des années 1930, de recourir aux meilleurs artistes, indépendamment de leurs convictions religieuses. Il vaut mieux, estime-t-il, « s'adresser à des hommes de génie sans la foi qu'à des croyants sans talent »,.
L'architecture de l'église Saint-Joseph a pu être perçue par certains historiens comme l'équivalent au XXe siècle de la révolution gothique, Auguste Perret apportant une « conclusion magistrale » à plusieurs décennies de renouveau de l'architecture religieuse.

## Description

### La structure

Structure intérieure de l'édifice : sont visibles les groupes de piliers et leurs croix de Saint-André, de même que les bracons en V soutenant la tour-lanterne.

Plan de l'église.

L'église Saint-Joseph apparait d'emblée comme une tour-lanterne orthogonale d'inspiration gothique faisant corps avec une base carrée réunissant nef et chœur d'influence classique,.
Elle s'élève sur un plan carré de 40,60 m de côté sur lequel s'adjoignent deux excroissances de plus petite taille, abritant respectivement l'entrée et la tribune à l'ouest et la chapelle d'hiver et la sacristie à l'est, lui donnant une légère forme de croix grecque. La base est constituée de deux volumes superposés, culminant respectivement à 17 et 24 m du sol, sur lesquels vient finalement prendre part une structure pyramidale qui s'élève à 35 m au-dessus du sol, supportant la tour d'une hauteur de 107 m coiffée d'une lanterne sommitale et d'une croix,.
À l'intérieur, le regard est tout entier aspiré vers le sommet de la tour-lanterne. L'entrée, précédée d'un narthex, domine légèrement l'ensemble de l'église. La structure interne de l’édifice se révèle immédiatement : celle-ci se divise d'une part en quatre ensembles de piliers soutenant la tour-lanterne et d'autre part en un ensemble de colonnes nervurées supportant les parties basses de l’édifice (collatéraux, tribune et chapelle). Les seize piliers (chacun mesurant 1,3 m de côté) reposent sur des pieux enfoncés à 12 m de profondeur ; ils sont reliés par groupe de quatre au moyen de croix de Saint-André, le tout formant un total de quatre ensembles de 6,3 m de côté et 25 m de hauteur, distants les uns des autres de 17 m. La tour-lanterne repose sur ces derniers ensembles, reliés au beffroi par quatre bracons en forme de V. Cette pièce de charpente est renforcée par des tirants en béton précontraint,.
Cet ordre principal est secondé par un ensemble de colonnes cannelées de 15 m de hauteur (et d'un diamètre de 0,6 m), composant l'ossature de la partie basse de l'église et soutenant la couverture faite d'un quadrillage de poutres et de planchers préfabriqués,.

### L'aménagement intérieur

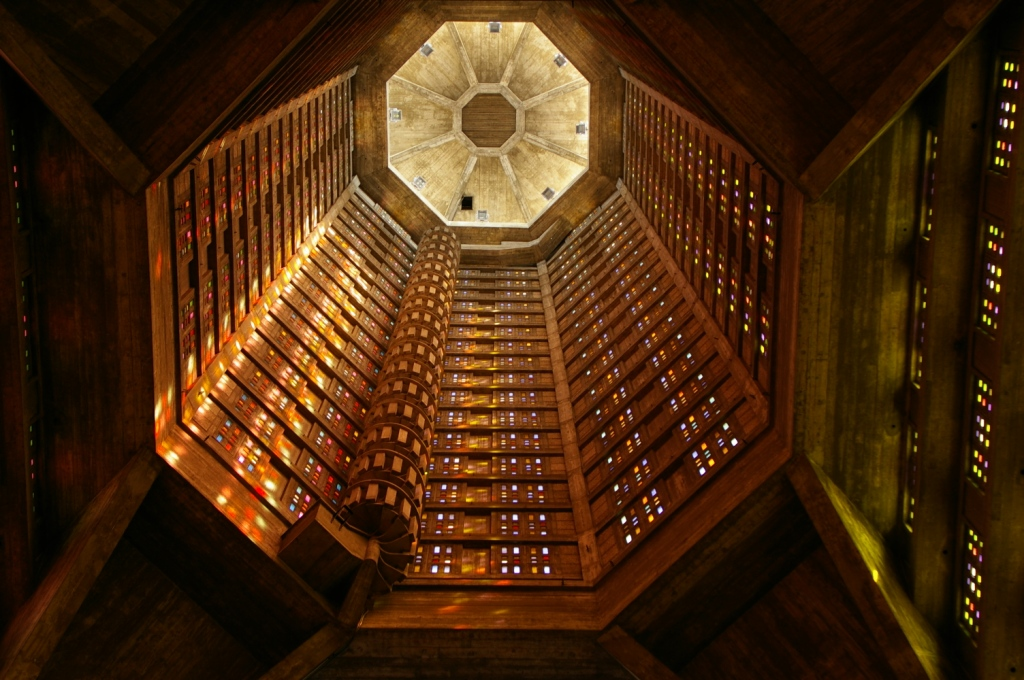
Atmosphère intérieure et vue de l'escalier hélicoïdal de la tour-lanterne.

Le sol est en ciment et les bétons bruts de décoffrage, à l'extérieur comme à l'intérieur, qu'il s'agisse des parpaings, des blocs des claustras ou encore des piliers. Les panneaux intérieurs sont en béton de gravillon bouchardé à nuance rose. À l'intérieur, cette sobriété des bétons bruts est compensée par la lumière colorée traversant les vitraux de Marguerite Huré venant s'y déposer,.
Le chœur accueille le maître-autel, la clôture et le ciborium réalisés par l’architecte Guy Verdoïa, en 1964.
La tribune est dotée d'un orgue à tuyaux, construit par le facteur d'orgue Alfred Kern en 1966 pour la chapelle Saint-Thomas du Havre aujourd'hui détruite. L'instrument de 13 jeux y est inauguré  le 25 septembre 2005 lors d'un concert réunissant notamment les chœurs André Caplet.
D'un diamètre intérieur de 13,5 m, la tour-lanterne est vide sur une hauteur de 40 m. Un escalier hélicoïdal, adossé à l'intérieur de la tour, permet d'accéder aux cloches,.

### Les vitraux
La lumière tient une place centrale dans l'édifice, comme toujours dans le travail d'Auguste Perret comme le rappelle l’église Notre-Dame du Raincy, « la Sainte-Chapelle du béton armé ». De fait, les vitraux sont une composante indissociable de l'église Saint-Joseph, lui procurant spiritualité et unité esthétique.

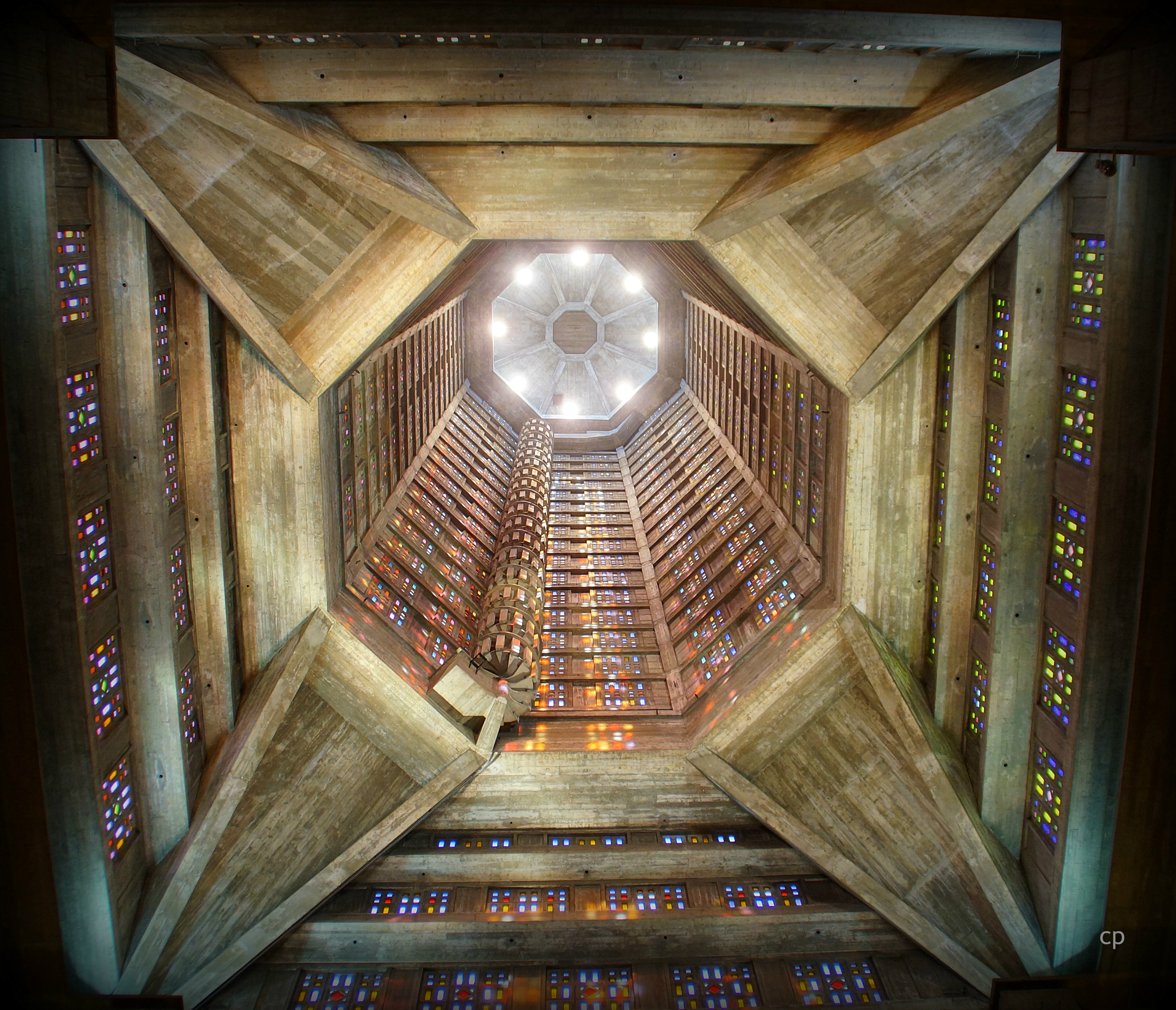
Vue de la tour-lanterne et de l'atmosphère lumineuse de l'église, notamment de la blancheur de la lumière au sommet.

Ils sont l'œuvre de la peintre et artiste verrière Marguerite Huré. Son travail est marqué par la volonté d'introduire une « symbolique non–figurative dans l’art sacré contemporain » et elle abandonne ainsi progressivement l'iconographie traditionnelle pour ne recourir qu'à la couleur, au détriment de la peinture. Les vitraux de l'église Saint-Joseph marquent l'aboutissement de ce processus créatif,.
Réalisés de 1952 à 1957, composés de 12 768 verres colorés répartis sur près de 378 m2, les vitraux sont en verre dit « antique » fabriqué à Saint-Just-sur-Loire. Soufflé à la bouche, celui-ci est irrégulier (de 2 à 5 mm d'épaisseur) et fortement nuancé. Les verres sont incorporés dans des claustras préfabriqués, carrés, dont la face extérieure est équipée d'un verre blanc. Regroupés en nombre plus ou moins important, les vitraux dessinent de hautes verrières verticales, posées par la maison Freret et Garel du Havre,. Les vitraux sont agencés selon une symbolique précise des couleurs et des formes renvoyant aux recherches des Ateliers d'art sacré sur les vertus théologales.
Marguerite Huré a fait le choix de créer des vitraux aux formes strictement géométriques se déclinant en sept couleurs principales (orange, jaune, vert, violet, rouge, verdâtre et blanc) dont les différences d'intensité permettent d'obtenir un total de cinquante nuances. La luminosité diffère entre les parties basse et haute de l'édifice : en bas, les murs sont peu ajourés et les verrières dotées des verres aux teintes les plus sombres ; à l'inverse, la tour-lanterne est une immense verrière, presque entièrement ajourée, dont les verres sont beaucoup plus clairs — translucides au sommet — laissant pénétrer davantage de lumière naturelle. Il se dégage ainsi une relative obscurité dans la nef tandis que la lumière pénètre les lieux par le sommet, renforçant la verticalité de l'édifice selon le souhait de l'architecte. Ce parti pris architectural et décoratif crée un « sentiment d’élévation spirituelle et de grande unité esthétique »,,. La lumière blanche, au sommet, « sonne comme un silence ».
Les couleurs sont inégalement réparties selon l'orientation des verrières : à l'est, les tons rosés, or et verts symbolisent la nativité ; au sud, les tons dorés et orangés renvoient à la « puissance de l'Esprit, la splendeur et la gloire de Dieu » ; à l'ouest, le rose et le rouge rappelle l'action et la force ; enfin, au nord se retrouvent les teintes bleutées, couleurs du ciel et de la Vierge. Les reflets colorés sur le béton créent ce que Marcelle Lecamp, collaboratrice de l'artiste, appelle un « poème symphonique »,.
Les verrières sont inscrites au titre des monuments historiques depuis le 1er janvier 1965 en tant qu'immeubles par destination.

### Le mobilier
Le mobilier est à l'image de l'église, très sobre.
Le curé de la paroisse, l’abbé Marcel Marie, souhaite rebâtir « une église où Dieu serait au milieu de (son) église, comme Dieu est au milieu du monde », ce qui explique la position centrale de l’autel. Cette disposition, voulue tant par le curé que l’architecte, se heurte en 1964 à l’opposition de l’archevêque de Rouen. L'histoire raconte que le curé aurait fait couler la dalle de béton lors d'une absence de l’évêque. Ce nouveau style de liturgie visant à placer l’autel au centre et les fidèles autour est très novateur pour l'époque puisque bien antérieur aux réformes issues du concile Vatican II.

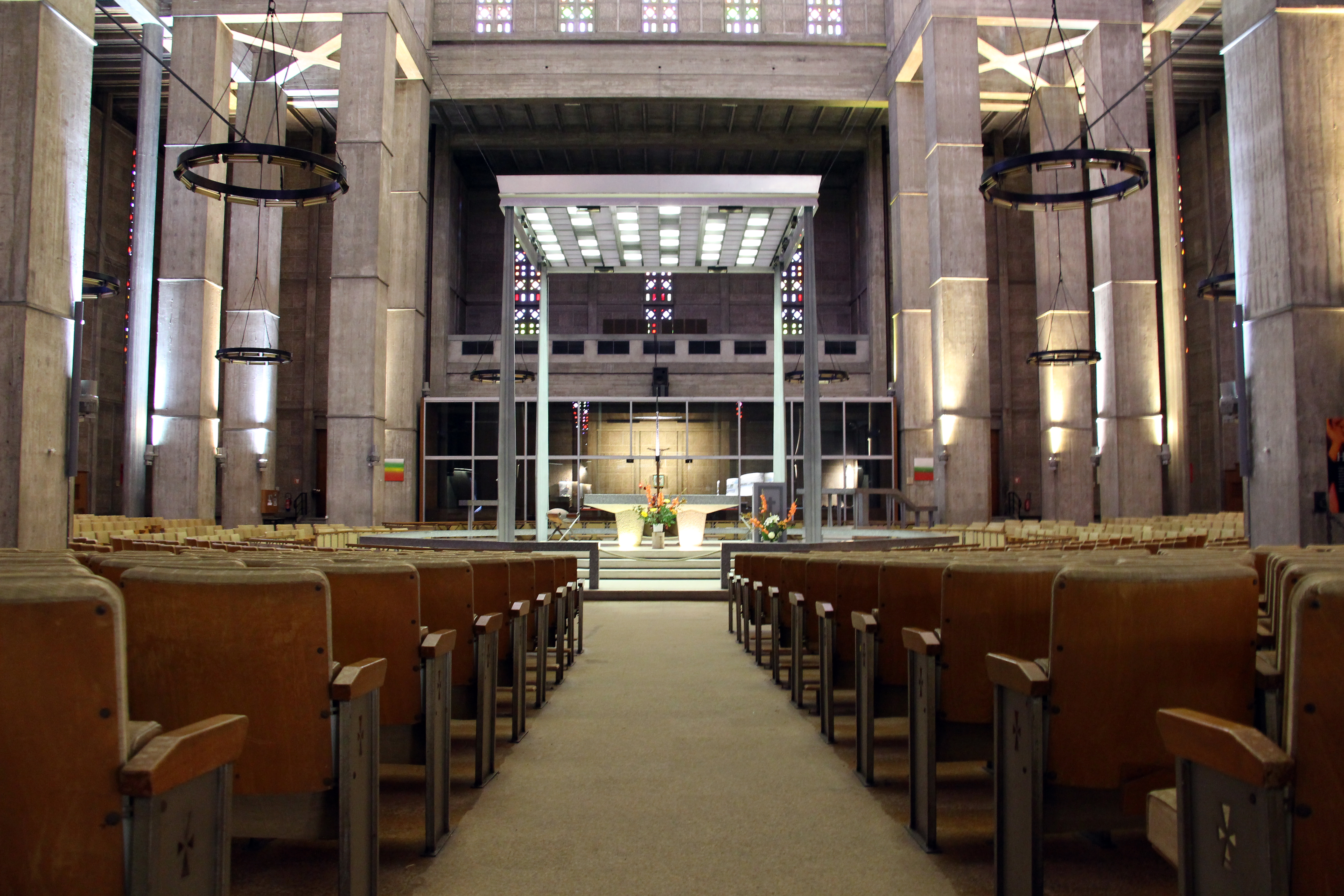
Vue de l'autel depuis les bancs de fidèles.

L’autel est taillé d’un seul tenant dans du granit du Tarn. D’un poids de sept tonnes, il est le fruit du travail de l’architecte Guy Verdoïa et du sculpteur Marcel Adam. Illuminé par la tour-lanterne qui le surplombe, il était à l’origine surélevé de trois emmarchements courbes ; l’installation dans les années 1980 d’un dais de métal et de verre — pour contrer l'appel d'air de la tour-lanterne — fait disparaître la symbolique du cercle et provoque « une déperdition de sens donné par l’architecte »,.
Le mobilier comprend en outre plusieurs éléments signalés à l'inventaire général du patrimoine culturel parmi lesquels quatre confessionnaux en chêne dont l'auteur est inconnu, un tabernacle mural sculpté par Marcel Adam et orné par l'orfèvre Leborgne, cinq fauteuils de célébrant (dont trois d'époque, d'auteur inconnu), 800 sièges de type cinéma faisant office de bancs de fidèles, dessinés par Georges Brochard en 1959 (à jouées de métal ornées d'une croix percée et sièges basculants revêtus de plastique imitation cannage).
Seules deux statues de dévotion en bois du XVIIIe siècle sont présentes dans l'église : une statue de la Vierge Marie et une statue de saint Joseph, l'une au Sud et l'autre au Nord, vestiges de l'ancienne église,.